# Верман, Хенк
Хендрик Андреас Якобюс (Хенк) Верман (нидерл. Hendrik Andreas Jacobus "Henk" Veerman; род. 26 февраля 1991, Волендам) — нидерландский футболист, центральный нападающий клуба «Волендам».

## Биография
Хенк Верман начал заниматься футболом в родном городе Волендам в одноименном клубе. В августе 2013 года дебютировал в первой команде «Волендам» в Первом дивизионе Нидерландов. В феврале 2015 года ушёл на повышение в классе, подписав контракт с клубом в высшего дивизиона «Херенвеном». В клубе нападающий провел три года, сыграв в основном более ста матчей.
В 2018 году перешёл в клуб немецкой Второй Бундеслиги «Санкт-Паули». Через два года вернулся в Нидерланды, где вновь присоединился к составу «Херенвена». По возвращении форварда руководство нидерландского клуба пришлось выложить 2 млн евро за трансфер. Контракт игрока с клубом был рассчитан до лета 2023 года.
Сезон 2020/21 не смог доиграть до конца из-за заражения вирусом COVID-19.
31 июля 2022 года вернулся в «Волендам», подписав с клубом трёхлетний контракт. 29 июля 2023 года перешёл на правах аренды в АДО Ден Хааг.

## Достижения
«Волендам»
- Победитель Первого дивизион Нидерландов: 2024/25[нидерл.]